# Đắk R'Moan
Đắk R'Moan là một xã thuộc thành phố Gia Nghĩa, tỉnh Đắk Nông, Việt Nam.

## Địa lý
Xã Đắk R'Moan nằm ở phía tây thành phố Gia Nghĩa, có vị trí địa lý:
- Phía đông giáp phường Quảng Thành và phường Nghĩa Phú
- Phía tây giáp huyện Đắk R'lấp
- Phía nam giáp huyện Đắk R'lấp và phường Nghĩa Phú
- Phía bắc giáp huyện Đắk Song.

Xã Đắk R'Moan có diện tích 49,12 km², dân số năm 2019 là 5.314 người, mật độ dân số đạt 108 người/km².

## Hành chính
Xã Đắk R'Moan có 8 thôn, bon được chia thành 7 thôn: Tân An, Tân Bình, Tân Hiệp, Tân Hòa, Tân Lợi, Tân Phú, Tân Phương và bon Đắk R'Moan.

## Lịch sử
Xã Đắk R'Moan được thành lập vào ngày 27 tháng 6 năm 2005 trên cơ sở điều chỉnh 4.956 ha diện tích tự nhiên và 4.045 người của xã Quảng Thành (nay là phường Quảng Thành).
Ngày 17 tháng 12 năm 2019, Ủy ban thường vụ Quốc hội ban hành Nghị quyết số 835/NQ-UBTVQH14 về việc thành lập thành phố Gia Nghĩa thuộc tỉnh Đắk Nông. Xã Đắk R'Moan thuộc thành phố Gia Nghĩa.